# Robert Wedderburn
Robert William Maclagan Wedderburn (Edimburgo, 1947 – 1975) è stato uno statistico britannico che lavorò alla celebre Rothamsted Experimental Station.
Sviluppò, insieme a John Nelder, la metodologia del Modello lineare generalizzato, e nello stesso filone di ricerca sviluppò l'idea di quasi-likelihood. 
Morì nel 1975 all'età di 28 anni per uno shock anafilattico conseguente ad una puntura di insetto.

## Scritti
- "Generalized linear models". Journal of the Royal Statistical Society Series A 135: 370–384, 1972, coautore  John A. Nelder
- "Quasi-likelihood functions, generalized linear models, and the Gauss—Newton method". Biometrika, 1974